# Paraleptomenes
Paraleptomenes (лат.) — род одиночных ос (Eumeninae). Юго-Восточная Азия (большинство видов) и Афротропика (1 вид — Paraleptomenes miniatus, кроме Азии, также найден на острове Маврикий).

## Описание
Осы мелких размеров (5—7 мм). Основная окраска чёрная со светлыми отметинами. От близких родов отличаются следующими признаками: тергит I относительно короткий, постепенно расширяется, его боковые стороны расходятся в дорсальном виде; вертекс сильно вдавлен, образуя с лицом острый треугольник; у самки апикальный край наличника усечен и с двумя продольными килями; передняя поверхность переднеспинки со сросшимися фовеями. Тегулы не доходят сзади до вершины паратегулы; вторая субмаргинальная ячейка переднего крыла не стеблевидная; первый метасомальный сегмент субсидячий, в дорсальном виде более узкий, чем второй; тергит T1 базально без поперечного киля.

## Классификация
Род Paraleptomenes был впервые описан в 1970 году для вида Paraleptomenes nurseanus Giordani Soika, 1970. Близок к роду Stenodynerus.
- Paraleptomenes communis Giordani Soika, 1994
- Paraleptomenes darugiriensis Kumar, Carpenter & Sharma, 2014
- Paraleptomenes guichardi Giordani Soika, 1994
- Paraleptomenes humbertianus (Saussure, 1867)
- Paraleptomenes incultus Nguyen & Nguyen, 2020
- Paraleptomenes kosempoensis (Schulthess, 1934)
- Paraleptomenes miniatus (Saussure, 1855)
- Paraleptomenes nurseanus Giordani Soika, 1970
- Paraleptomenes rufoniger Giordani Soika, 1994
- Paraleptomenes setaceus Bai, Chen & Li, 2022
- Paraleptomenes transfoveolus Bai, Chen & Li, 2022